# Ступино (Городецкий район)
Ступино — деревня в Городецком районе Нижегородской области России. Входит в состав Зиняковского сельсовета.

## География
Находится в центральной части региона, по административной границе с городским округом Бор, по правому берегу реки Санда. К Ступино фактически примыкает деревня Елькино городского округа Бор, находящаяся на левом берегу Санды.
Уличная сеть не развита.
Климат
Климат умеренно континентальный. Средняя температура воздуха самого холодного месяца — января −12 °C, самого тёплого — июля +19 °C. Средняя продолжительность безморозного периода длится около 146 дней. Количество осадков колеблется между 450 и 550 мм в год.

## Население
| 2002 | 2010 |
| ---- | ---- |
| 2    | →2   |

## Инфраструктура
Православный храм.

## Транспорт
Выезд на шоссе «Городец — Зиняки — Кантаурово». Остановка общественного транспорта «Ступино».
Просёлочная дорога, вдоль русла реки Санда, до деревни Войлоково.